# Wieland Speck

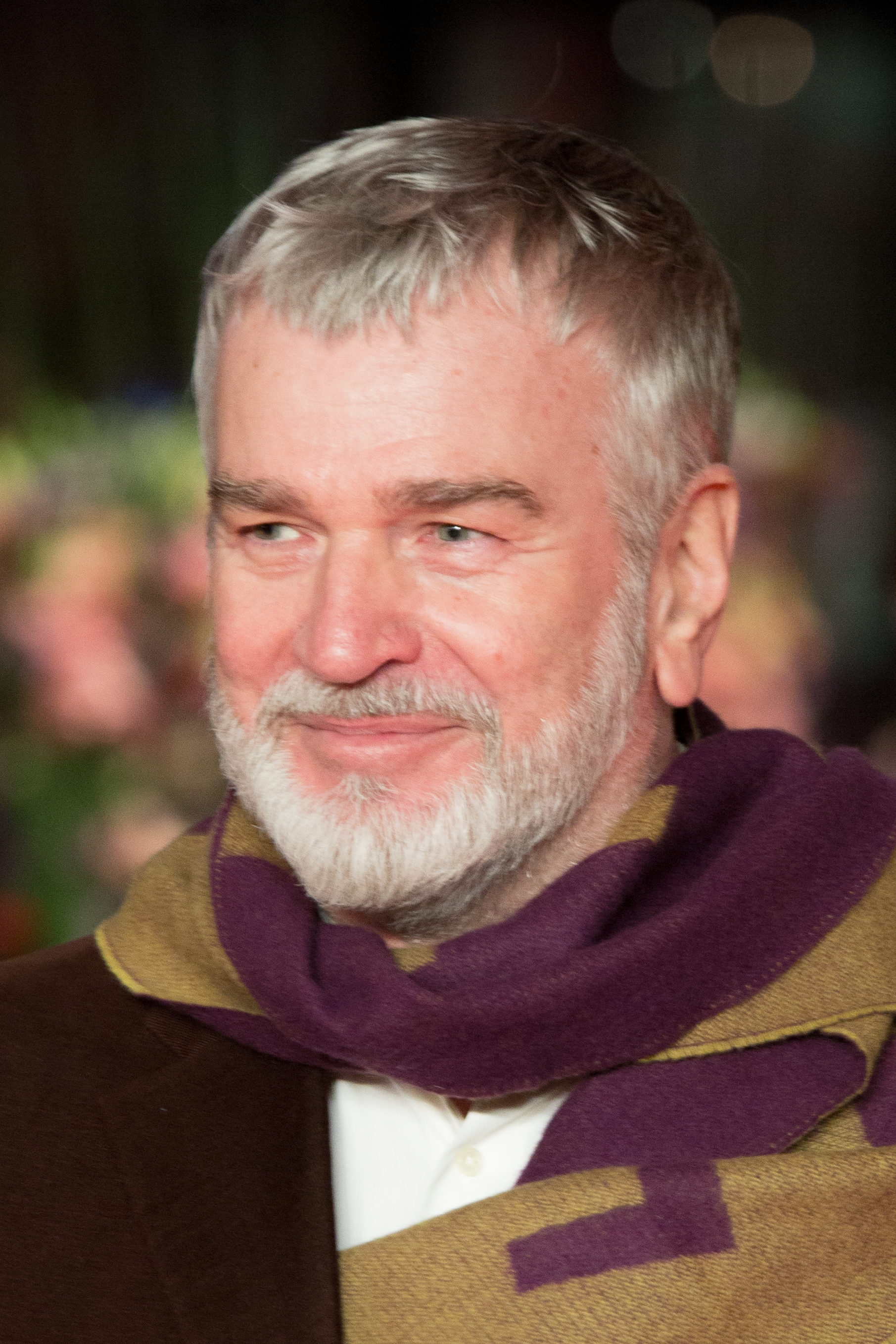
Wieland Speck, 2018

Wieland Walter Speck (* 1951 in Freiburg im Breisgau) war 1992 bis 2017 Programmleiter der Sektion Panorama der Internationalen Filmfestspiele Berlin (Berlinale), wo über 1800 Filme unter seiner Leitung liefen. Er ist aktuell Berater der Sektion und kuratierte 2019 das Jubiläumsprogramm.

## Leben
Speck lebt seit 1972 in Berlin. Er hat Germanistik, Theaterwissenschaft und Ethnologie an der dortigen Freien Universität studiert. Seit Mitte der 1970er-Jahre engagierte Speck sich in verschiedenen Bereichen von Film und Video sowie als Autor und Verleger.
Themenschwerpunkte seiner Arbeit waren Männeremanzipation und homosexuelle Identität. Außerdem war er als Darsteller u. a. in Filmen von David Hemmings, Robert van Ackeren, Ulrike Ottinger und Ian Pringle zu sehen. Als Theaterleiter war er für mehrere Jahre für das Berliner OFF-OFF-Kino Tali (heute Moviemento) in Kreuzberg verantwortlich.
Seine eigene filmische Arbeit begann Wieland Speck mit verschiedenen Videodokumentationen. Von 1979 bis 1981 absolvierte er dann ein Filmstudium am San Francisco Art Institute. Er spielte 1978 einen Gigolo in Marlene Dietrichs letztem Film Schöner Gigolo, armer Gigolo und war Moderator beim legendären Festival Geniale Dilletanten 1981 mit Die Tödliche Doris, Gudrun Gut, DIN A Testbild und Einstürzende Neubauten im Berliner Tempodrom. 1982 wirkte er in Rosa von Praunheims Film Rote Liebe mit.
Wieland Speck ist Regisseur, Drehbuchautor oder Produzent mehrerer Kino- und TV-Produktionen und Mitbegründer eines Kurzfilmverleihs. Darüber hinaus hat Speck bei verschiedenen Filmeinrichtungen – u. a. Filmhaus Berlin, Filmbüro Baden-Württemberg, Europäisches Kurzfilmfestival Berlin – mitgearbeitet und war als Dozent an Universitäten und Filmhochschulen tätig. 1985 führte er erstmals in einem Film Regie; die homosexuelle Ost-West-Liebesgeschichte Westler war auch sein erfolgreichster Film und ist bei ihren diversen Wiederaufführungen – auch unter politischem Aspekt – bis heute weit über die Zielgruppe homosexueller Zuschauer hinaus erfolgreich.
Für die 1986 so benannte Sektion Panorama der Internationalen Filmfestspiele Berlin arbeitete Wieland Speck bereits seit 1982. Von 1982 bis 1992 war er als Assistent des Programmleiters Manfred Salzgeber für die künstlerische und organisatorische Betreuung der Sektion zuständig. Zusammen gründeten sie 1987 den Teddy Award (queerer Filmpreis / Berlinale). Wieland Speck war Jurymitglied verschiedener internationaler Filmfestivals und Gremiumsmitglied der Länderfilmförderung Berlin (1990–1993) und der Hamburger Filmförderung (1994–1998).
Rosa von Praunheim würdigte Specks Arbeit mit dem Film-Porträt Mit Speck fängt man Filme (2012).

## Filmografie
- 1980: David, Montgomery und ich (Regie, Drehbuch, Kamera, Schnitt)
- 1982: Das Geräusch rascher Erlösung (Regie, Drehbuch, Kamera, Schnitt)
- 1985: Westler (Regie, Drehbuch, Produktion)
- 2000: Escape to Life - Die Erika und Klaus Mann-Story (Regie, Drehbuch)
- 2022: Háromezer számozott darab (als Schauspieler)

## Preise und Auszeichnungen
- 2002: Rosa-Courage-Preis
- 2006: Rainbow Award
- 2010: Bundesverdienstkreuz am Bande[2]
- 2011: Nino Gennaro Award (Sicilia Queer filmfest)[3]
- 2013: Verdienstorden des Landes Berlin
- 2019: Berlinale Kamera